# Val Hillebrand
Pour les articles homonymes, voir Hillebrand.
Pas d'image ? Cliquez ici
Val Hillebrand, né le 22 juin 1981 à Wickede, est un pilote automobile belge et néerlandais. Il compte trois participations aux 24 Heures du Mans, en 2001, 2002 et 2005.

## Carrière
En 2001, il participe pour la première fois aux 24 Heures du Mans où il pilote la Dome S101 de l'écurie Racing for Holland. L'équipage abandonne à la vingtième heure sur panne électrique.
En 2002, il participe de nouveau aux 24 Heures du Mans, toujours au volant d'une Dome S101. Avec Jan Lammers et Tom Coronel, il termine à la huitième place du classement général.
Il est ensuite annoncé pour participer à la saison 2005 des Le Mans Endurance Series avec l'écurie G-Force Racing dans la catégorie LMP2 où il ne dispute que les 1 000 kilomètres de Spa et ne termine pas l'épreuve. La même année il dispute les 24 Heures du Mans, mais l'équipage est contraint à l'abandon à cause d'un problème de boîte de vitesses.
En 2007, il est inscrit dans le baquet de la Courage LC70 de Courage Compétition, mais il est remplacé par Stefan Johansson peu de temps avant le départ,,,.